# Hovsep II de Pharpi
Hovsep II de Pharpi ou Hovsep II P‘arpec‘i (en arménien  Հովսեփ Բ Փարպեցի) est Catholicos de l'Église apostolique arménienne de 795 à 806.

## Biographie
Hovsep ou Joseph II, surnommé Karidj (« scorpion »), est originaire d’un village nommé Saint-Georges dans le canton d’Aragatsotn. En 799, quatre ans après son avènement, Yazid ibn-Mazyad ach-Chaïbânî, le gouverneur arabe d’Arménie, est rappelé par le calife après douze ans d’administration et après avoir repoussé une invasion des Khazars. Il reçoit pour successeur Khozaïma ibn-Khâzim al Tamîmî, un ancien gouverneur du pays qui s’était illustré par ses cruautés et qui s’établit de nouveau à Dvin. Khozaïma tente d'abord d’intimider le Catholicos puis de le corrompre avant de chercher à le déshonorer par des calomnies dans l’esprit de ses fidèles.
Le Catholicos résiste malgré tout à l’entreprise de captation des biens de l’Église mise en œuvre par le nouveau gouverneur, qui s’empare de Kavakert et de Horomots-marg. Lorsque ce dernier tente de se saisir d’Artachat, le frère de Hovsep n’hésite  pas à porter l’affaire devant le calife Hâroun ar-Rachîd, ce qui ne fait qu’attiser l’animosité de Khozaïma qui le fait étrangler. C’est à ce moment que Hovsep II, bouleversé par cet événement, tombe malade et meurt après 11 années de catholicossat.